# Capela do Alto Alegre
Capela do Alto Alegre är en kommun i Brasilien.   Den ligger i delstaten Bahia, i den östra delen av landet, 1 000 km nordost om huvudstaden Brasília. Antalet invånare är 11 527.
Omgivningarna runt Capela do Alto Alegre är huvudsakligen savann. Runt Capela do Alto Alegre är det glesbefolkat, med 15 invånare per kvadratkilometer.